# WISE 1828+2650
WISE 1828+2650 (volledige benoeming: WISEPA J182831.08+265037.8) is een bruine dwergster of solitaire planeet, die zich in de zuidwestelijke hoek van het sterrenbeeld Lier bevindt. Het is een van de zes Y-type bruine dwergen (samen met WISE 0410+1502, WISE 1405+5534, WISE 1541-2250, WISE 1738+2732 en WISE 2056+1459) van de 106 bruine dwergen, die in 2011 door de Wide-field Infrared Survey Explorer werden ontdekt. Met een temperatuur onder 300K (27°C) is het de op 1 na koudste gekende bruine dwerg na WISE 0855-0714.